# Mathematische Annalen
Mathematische Annalen — німецький математичний журнал, що видається Springer Science+Business Media. 
Заснований в 1868 році Альфредом Клебшем (нім. Alfred Clebsch) і Карлом Нейманом (нім. Carl Neumann).
У різний час головними редакторами були Фелікс Клейн, Давид Гільберт, Отто Блюменталь, Еріх Гекке, Генріх Бенке, Ганс Грауерт, Гейнц Бауер, Герберт Аманн, Жан-П'єр Бургіньон і Вольфганг Люк.
1. 1 2  The ISSN portal — Paris: ISSN International Centre, 2005. — ISSN 0025-5831